# Jenny Lau Buong Bee
Jenny Lau Buong Bee (1932 — 9 de junho de 2013) foi uma advogada e juíza singapurana. Lau foi a primeira mulher a se tornar juíza distrital na Singapura. Antes mesmo da Singapura ser um país independente, Lau foi a primeira magistrada na Federação Malaia.

## Biografia
Lau cresceu em uma extensa família, tendo sete irmãs. Lau estudou na Escola Metodista para Meninas e em seguida estudou Direito em Lincoln's Inn, em Londres.
Em 1957, Lau foi aprovada na ordem dos advogados inglesa e em 1958 na ordem da Singapura. Lau trabalhou por um curto período em um escritório de advocacia na Singapura.
Em 4 de abril de 1960, Lau tornou-se a primeira mulher a servir como uma magistrada na Federação Malaia. Em 1966, foi a primeira mulher nomeada para o cargo de juíza distrital na Singapura.
Lau morreu em 9 de junho de 2013, vitimada pelo câncer. Seu nome foi incluído no Singapura women's Hall of Fame em 2014.

### Nota
- Este artigo foi inicialmente traduzido, total ou parcialmente, do artigo da Wikipédia em inglês cujo título é «Jenny Lau Buong Bee», especificamente desta versão.